# Clastobasis gussakowskii
Clastobasis gussakowskii är en tvåvingeart som beskrevs av Zaitzev 1994. Clastobasis gussakowskii ingår i släktet Clastobasis och familjen svampmyggor. Inga underarter finns listade i Catalogue of Life.